# Spielberg (Østrig)
 For alternative betydninger, se Spielberg. (Se også artikler, som begynder med Spielberg)
Spielberg er en bykommune i Østrig med cirka 5.300 indbyggere. Den er beliggende i Bezirk Murtal i delstaten Steiermark.
Ved byen ligger racerbanen Red Bull Ring (tidligere også kaldt A1-Ring og Österreichring), hvor der blandt andet bliver kørt Formel 1-løbet Østrigs Grand Prix.
Den amerikanske filminstruktør og producent Steven Spielberg har sit efternavn efter byen. Hans forfædre, som var af ungarsk herkomst, boede i området, før de senere udvandrede til USA. Et torv i byen er opkaldt "Steven Spielberg Platz".